# Карпов, Андрей Анатольевич
Андре́й Анато́льевич Ка́рпов (укр. Андрій Анатолійович Карпов), псевдоним — Андре́й Полта́ва (укр. Андрій Полтава), (28 сентября 1976, Полтава, Полтавская область, Украинская ССР, СССР-01.02.2025) — украинский политик, видеоблогер, стример, телеведущий и волонтёр.
Автор, создатель и ведущий интернет-шоу «Вата Шоу», с 2018 по 2022 год был телеведущим программы «Вата Шоу» на телеканале «Прямой». Также он секретарь Полтавского городского совета, и. о. городского головы Полтавы.

## Биография
Андрей Анатольевич Карпов родился 28 сентября 1976 года в Полтаве.
Учился в полтавской СОШ № 9 и СПТУ 9. Окончил Полтавский национальный технический университет имени Юрия Кондратюка, получил образование инженера-электромеханика.
В университете был капитаном команды КВН, а также начальником редакционного отдела.

### Работа
Работал начальником отдела рекламы ЧП «Дексипринт».
С 2017 года — официальный волонтёр. Со слов Карпова А. А. — на февраль 2018 года он доставил в зону АТО помощи на 1 млн гривен, 5 тепловизоров, 2 квадрокоптера и прочее.

### Блогер
С 2014 года Андрей Карпов под псевдонимом «Андрей Полтава» является автором проекта «Вата Шоу» на YouTube.
В 2017 году, согласно официальному рейтингу телеканала ICTV, признан лучшим блогером Украины.
В 2018 году занял третье место в «ТОП-10 блогеров Украины» по версии информационного ресурса «Обозреватель».
В 2020 году занял 1-место в народном выборе рейтинга телеканала ICTV.

### Политическая карьера
Участвовал в досрочных парламентских выборах 2019 года от партии «Европейская солидарность» (31 место в партийном списке).
В сентябре 2020 года Андрей Карпов баллотировался на пост главы Полтавской ОТГ как представитель «Европейской Солидарности». В результате стал депутатом Полтавского городского совета. Его обвиняли в сотрудничестве с ОПЗЖ к которым он относится отрицательно.
19 марта 2021 года был избран секретарем Полтавского городского совета.
3 марта 2023 года после отставки Александра Мамая, Андрей Карпов вступил в должность и. о. городского головы Полтавы.

## Вата Шоу
Карпов известен по собственному проекту «Вата Шоу» на одноимённом канале в YouTube. В основном занимается беседами с россиянами в «Чат Рулетке» на политические темы. Сейчас имеет более 235 тысяч подписчиков на основном канале.
С 2018 года проект «Вата Шоу» выходит на украинском телеканале «Прямой», где Карпов является ведущим проекта. Первый выпуск шоу вышел в эфир 4 ноября 2018 года, после чего в России был поднят скандал с обсуждением формата шоу для телевидения, осуждением шоу и телеканала на российском телевидении. Журналистка Гала Скляревская критикуя данное шоу, сравнила его с «российским телепродуктом» и заметила что «смотреть и то, и другое одинаково стыдно».

## Состояние
Декларация кандидата на должность секретаря Полтавского городского совета в 2021 году на сайте Единого государственного реестра.
Из декларации:

Жилой дом купленный в 30.08.2017 общая площадь земельного участка — 255,5 (м2) — 1568000 UAH.
Автомобиль купленный в 11.06.2020 марка KIA Sportage — 680000 UAH.
Земельный участок купленный в 14.12.2020, общая площадь (м2): 1600 — 22334 UAH.
Земельный участок купленный в 14.12.2020, общая площадь (м2): 916 — 19000 UAH.
Гонорар ТОВ Телеканал Прямий — 904800 UAH.
Доходы от YouTube — 411883 UAH.
Счета в банках на суммы: 175000 USD, 50000 EUR, 850000 UAH и Приватбанке 43132 UAH.